# Santa Cruz de Mora
Santa Cruz de Mora è una città dello stato di Mérida, in Venezuela. La città è il centro amministrativo del municipio di Antonio Pinto Salinas. Si trova nella valle del Mocotíes. L'economia locale si basa principalmente sull'agricoltura e sul turismo ed è un importante centro di produzione e distribuzione del caffè a livello nazionale. Si ricorda inoltre per l'Hacienda La Victoria, fondata dall'italo-venezuelano Calogero Paparoni originario di Capo d'Orlando.